# Kepler-452
Kepler-452 là một ngôi sao dãy chính loại G nằm cách Trái Đất khoảng 1.402 năm ánh sáng  trong chòm sao Cygnus. Mặc dù có nhiệt độ tương tự Mặt Trời, nhưng nó sáng hơn 20%, nặng hơn 3,7% và lớn hơn 11%. Bên cạnh đó, ngôi sao này có tuổi đời khoảng sáu tỷ năm và sở hữu tính kim loại cao. Do đó, Kepler-452 có thể được coi là sao sinh đôi với Mặt Trời, mặc dù nó có thể được coi là một chất tương tự mặt trời do tuổi của nó.

## Danh pháp và lịch sử

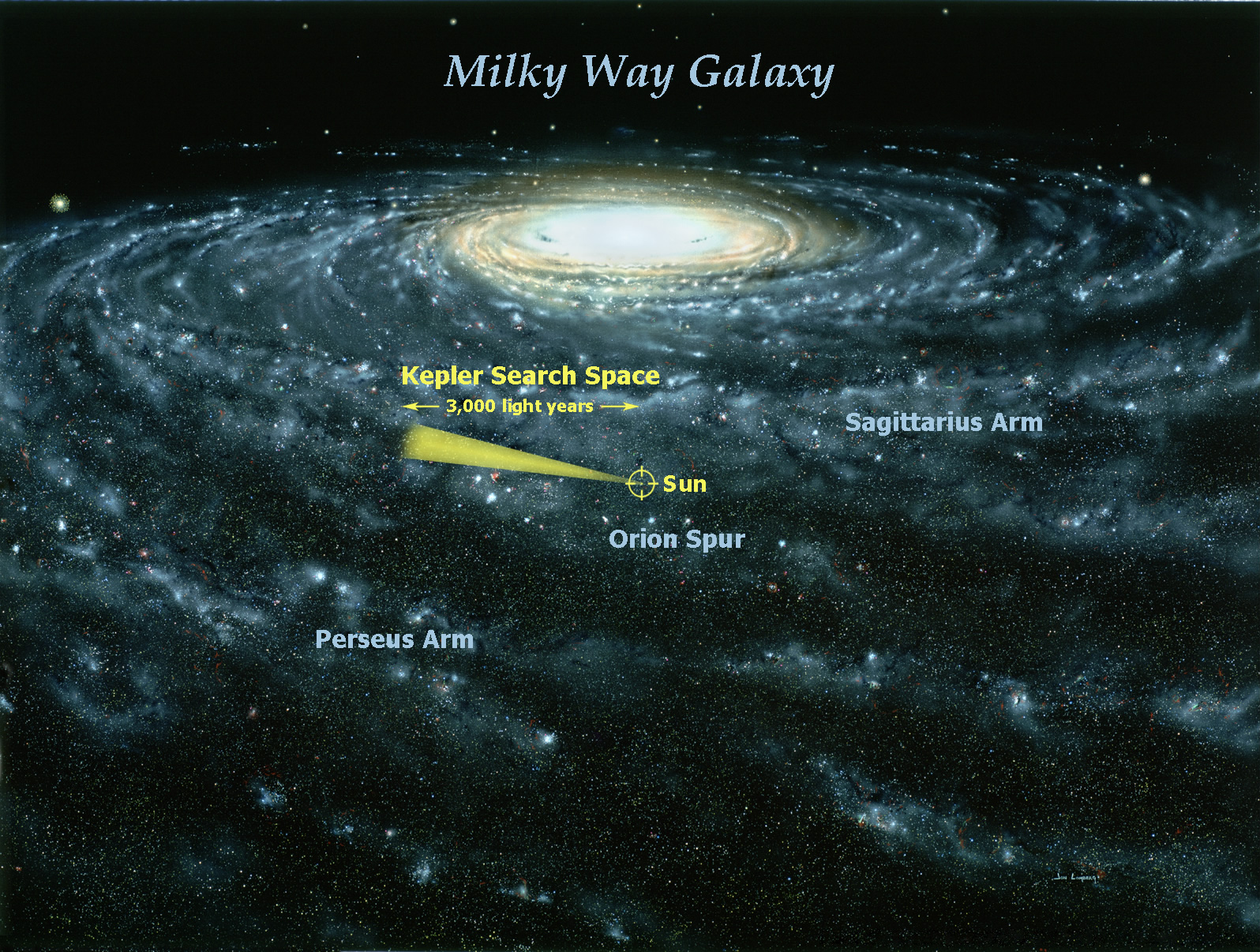
Tìm kiếm của Kính viễn vọng Không gian Kepler, trong bối cảnh Dải Ngân hà.

Trước khi Kepler quan sát, Kepler-452 có số catalô là 2MASS 19.440.088 + 4.416.392. Trong Danh mục đầu vào của Kepler, nó có ký hiệu là KIC 8311864 Khi được phát hiện có một ứng cử viên hành tinh quá cảnh, nó đã được trao cho mã số KOI-7016.
Các ứng cử viên hành tinh đã được phát hiện xung quanh ngôi sao này bởi Nhiệm vụ Kepler của NASA, một nhiệm vụ được giao nhiệm vụ khám phá các hành tinh đang quá cảnh xung quanh các ngôi sao của họ. Phương pháp vận chuyển mà Kepler sử dụng liên quan đến việc phát hiện các điểm sáng trong các ngôi sao. Những điểm sáng này có thể được hiểu là các hành tinh có quỹ đạo đi qua phía trước các ngôi sao của chúng từ góc nhìn của Trái đất, mặc dù các hiện tượng khác cũng có thể chịu trách nhiệm, đó là lý do tại sao thuật ngữ "ứng cử viên hành tinh" được sử dụng.
Sau khi chấp nhận văn bản khám phá, nhóm Kepler gọi ngôi sao này là Kepler-452, đây là thủ tục thông thường để đặt tên cho các ngoại hành tinh được phát hiện bởi tàu vũ trụ. Do đó, đây là tên thường được công chúng sử dụng để chỉ ngôi sao và hành tinh của nó.  
Các hành tinh ứng cử viên có liên quan đến các ngôi sao được Nhiệm vụ Kepler nghiên cứu được chỉ định các ký hiệu ".01", ".02", v.v., theo tên của ngôi sao, theo thứ tự khám phá.  Nếu các ứng cử viên hành tinh được phát hiện đồng thời, thì thứ tự tuân theo thứ tự các khoảng thời gian quỹ đạo từ ngắn nhất đến dài nhất.  Theo các quy tắc này, chỉ có một hành tinh ứng cử viên được phát hiện, với chu kỳ quỹ đạo là 384.843 ngày. Cái tên Kepler-452 xuất phát trực tiếp từ thực tế rằng ngôi sao này là ngôi sao thứ 452 được Kepler phát hiện mà được xác nhận.
Chỉ định b, xuất phát từ thứ tự khám phá. Chỉ định b được trao cho hành tinh đầu tiên quay quanh một ngôi sao nhất định, theo sau là các chữ cái viết thường khác của bảng chữ cái. Trong trường hợp của Kepler-452, chỉ có một hành tinh, nên chỉ có chữ b được sử dụng.